# Гурел
Гурел е термин в биологията, който се използва при описанието на естествена засъхваща или засъхнала течност образувана от очите.
Физиологично гурелът се образува през нощта по време на сън и се проявява като засъхваща лепкава течност в очната цепка, слепила горния и долния клепач на очите. Засъхнала маса се образува в медиалния очен ъгъл под формата на малко твърдо топче. Гурелът представлява муцинозна маса образувана в резултат на отделянето и от клетките на роговицата и конюнктивата, сълзи, кръвни клетки, клетки от кожата на клепачите и прах.
Повишената продукция на муцинозна течност и образуването на множество гурели може да бъде признак както на заболяване на очите така и да бъде признак на инфекциозно заболяване.

## Фразеологизми
В разговорния български език и в преносен смисъл, думата „гурел“ се използва и за да обозначи човек, който не обича водата и проявява нечистоплътност. Пример за използвано словосъчетание е:
- Абе гурел нескопосан, ходи са умий малко ...!